# Acronicta cinarescens
Acronicta cinarescens là một loài bướm đêm trong họ Noctuidae.